# Hamzah Saleh
Hamzah Saleh (ur. 19 kwietnia 1967) – saudyjski piłkarz występujący na pozycji pomocnika.
Całą karierę wierny klubowi Al-Ahli Dżudda.
Z reprezentacją Arabii Saudyjskiej uczestnik Mistrzostw Świata w Piłce Nożnej 1994 i 1998. Mistrz (1996) i wicemistrz (1992) Azji, zwycięzca (1998) i wicemistrz (1992) Pucharu Państw Arabskich oraz mistrz (1994) i wicemistrz (1998) Pucharu Narodów Zatoki. Brał udział w Pucharze Konfederacji 1995 i 1997.